# 잠수종

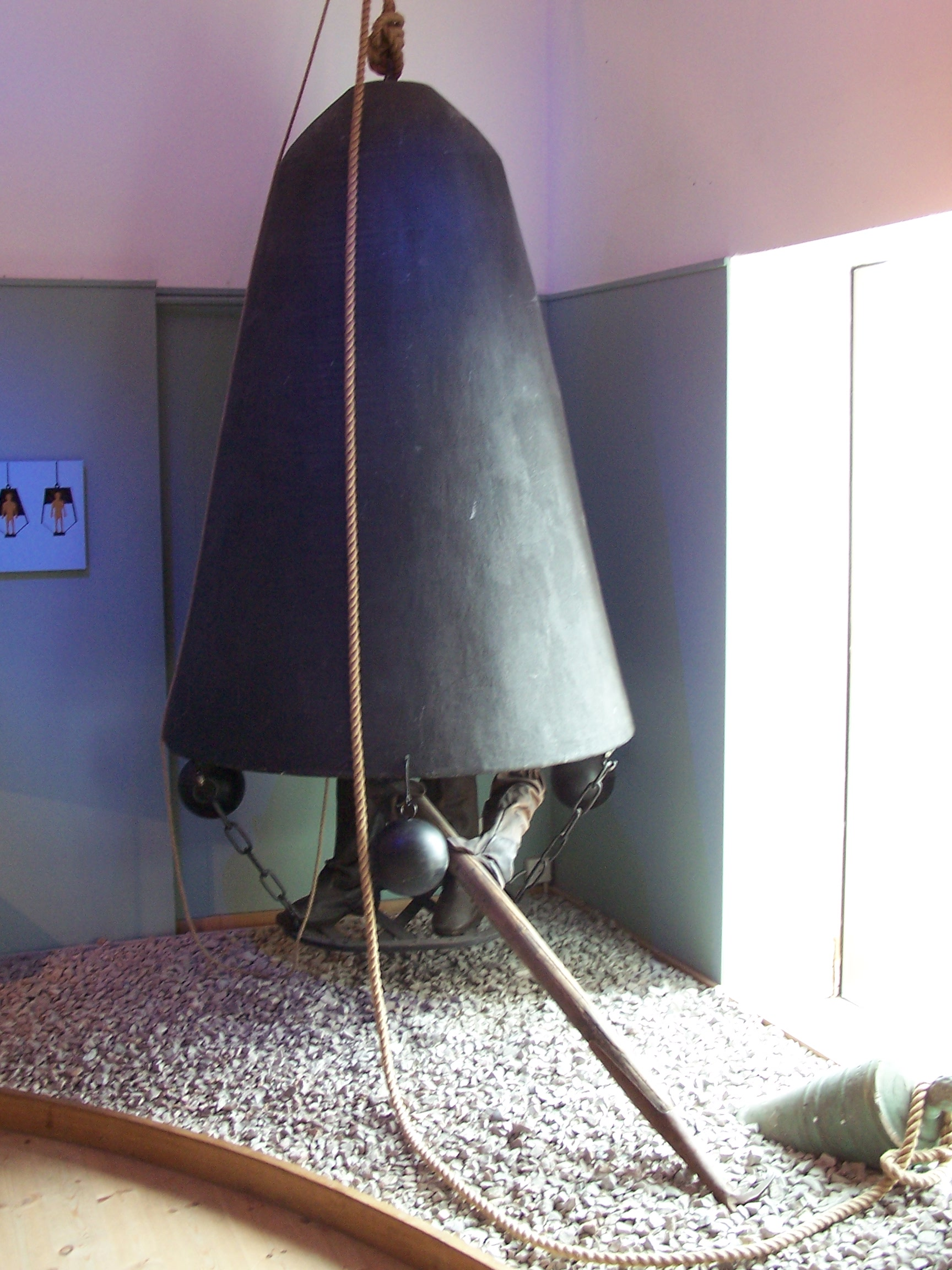
다이빙 벨

잠수종(潜水鐘, 영어: diving bell 다이빙벨[*])은 바다 깊이 잠수하는 데 사용하는 단단한 챔버이다. 보통 습식 종(wet bell) 및 폐쇄형 종(closed bell)을 사용한다.
습식 종은 문 풀과 같은 구조로 밑에서 열 수 있게 하는 캐이블 부유 방식 챔버이며, 이 형식의 종은 수중으로 내려갈 때 소수의 다이버들이 기지로 사용하거나 이동할 때 이용한다. 물의 압력이 공기를 종 내부에 계속 유지시킬 수 있게 해 준다. 이것은 다이빙 챔버의 첫 번째 유형이다. 잠수함과 달리 다이빙 벨은 내부에 있는 사람이 이동을 통제하거나 독립적으로 밧줄을 조작할 수 없다.
폐쇄형 구는 혼합형 가스를 이용한 바운스 다이빙(bounce diving)과 포화잠수에 이용하는 밀폐된 챔버이다. 이 형식의 다이빙 벨은 다이버가 있는 곳을 열고 닫는 것이 가능하며, 물의 압력을 이용해 잠수부가 있는 곳의 문을 닫는다. 표면에서 다이빙 벨은 챔버 시스템과 그 사이 공간이 결합되고 다이버가 있는 내부 공간을 밀봉한 이후 압력을 가하여 같은 압력에 있는 다이버 구로 연결하여 옮긴다. 포화잠수에서 다이빙 벨은 단순히 작업 과정에서 이동하는 공간이며, 챔버가 실제로 잠수부들이 머무는 곳이다. 만약 바운스 다이빙이 상대적으로 짧은 시간일 경우 챔버 내에서 수행하는 것과 똑같이 다이빙 벨을 감압시킬 수 있다.

## 역학

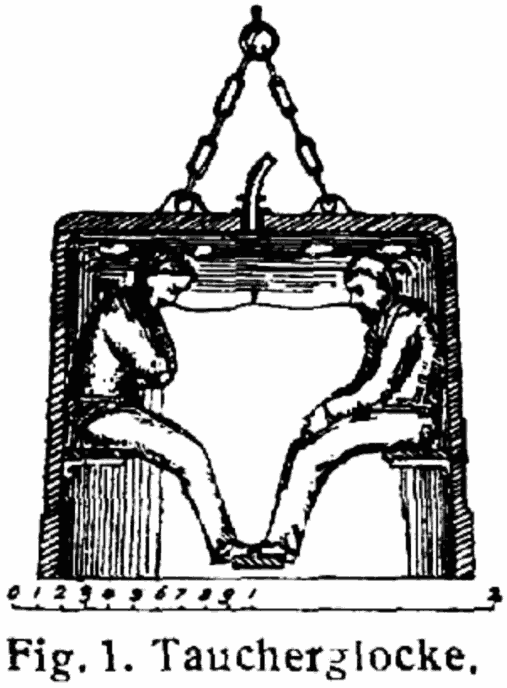
다이빙 벨의 일러스트레이트.

다이빙 벨은 수중 탐색 기구이자 수중 작업 및 해양구조에서 전문 잠수부들이 이용한다. 이 벨은 배나 바지선에서 유압 또는 공압 윈치를 통해 와이어로 물 속으로 내려보낸다. 벨은 물속에서 똑바로 선 채 유지되도록 균형을 잡기 때문에 속에 공기가 가득 찬 상태에서도 부력이 음수일 경우가 될 수 있다.
표면에서 호스(엄빌리컬-Umbilical)를 통해 기체 압축기로 호흡 기체를 제공하는데, 이 기체는 2가지 역할을 한다.
- 신선한 기체는 내부에 있는 사람이 호흡하는 데 이용하며, 과잉된 기체는 습식 구일 경우 밑에서부터 표면으로 거품 형태로 자연스럽게 배출된다.
- 습식 구가 하강할 경우, 물의 압력이 종 내부의 기체를 압축시킨다. 만약 기체가 계속 주입되지 않아 내부의 기체가 외부에서 가하는 수압보다 약해지게 되면, 기체가 압축되면서 물이 부분적으로 구 내부로 차오르게 될 것이다. 가압된 기체를 추가적으로 공급하면 종 내부는 일정한 부피로 계속해서 유지시킬 수 있게 해 준다.

다이빙 벨은 잠수작업지원선(Diving Support Vessel-DSV) 혹은 석유시추선등에 탑재된 문 풀(Moon Pool)에서도 이용하는데, 문 풀은 다이빙 벨이 물속으로 들어가고 나올수있도록 잠수작업지원선 혹은 석유시추선등의 데크바닥(Deck Floor)에 뚤어 놓은 큰 구멍이며 이 문풀을 통해 벨이 상승과 하강을 한다.

## 2014년 세월호 참사 당시 다이빙벨 논란
대한민국에서는 2014년 4월 16일 세월호 참사 발생 직후 4월 18일 JTBC 뉴스9에 출연한 이종인 알파잠수기술공사 대표가 다이빙벨은 유속과 상관없이 잠수사가 수중에서 20시간 연속 구조 작업을 할 수 있게 해주는 장비로, 생존자를 구할 수 있다고 주장했다. 구조가 큰 진척을 보이지 못하는 상황에서 이종인의 주장이 사실인 것처럼 인식이 급속히 확산되었으나, 당시 전문가들은 세월호 사고현장은 유속이 빨라 다이빙벨을 투입하기에 적합하지 않다고 주장했다. 이종인 대표는 세월호 참사 현장에서 다이빙벨 투입을 몇 차례 시도했으나, 실패를 인정하고 철수했다.. 이종인 씨의 다이빙벨 투입 관련 논란을 다룬 영화 《다이빙벨》이 제작되었으나, 일반인 희생자 유족대책위원회측은 다이빙벨 때문에 구조가 늦어지고 시간을 허비했고, 다이빙벨 실패 책임을 정부와 언론 탓으로 회피한 내용을 담고 있다는 지적하면서 부산영화제 상영중단을 요구했다.

## 같이 보기
- 다이빙 챔버
- 수중 기술의 역사
- 잠수구
- 해저탐사구
- 문 풀